# Malfaçon

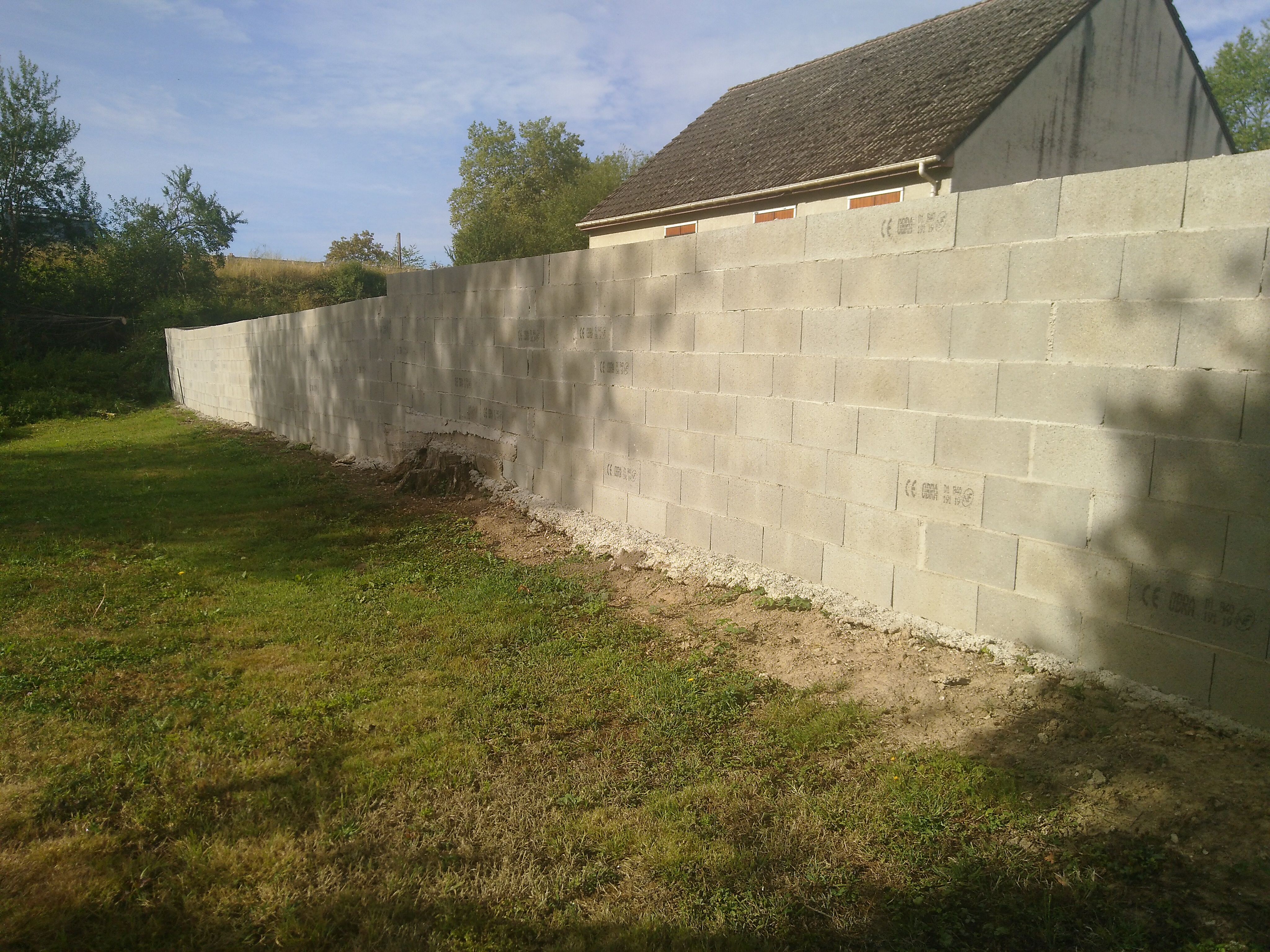
Malfaçon d'un mur de clôture en maçonnerie de parpaing

La malfaçon est un défaut où une imperfection dans un ouvrage. Celle-ci peut apparaître au niveau d’une construction neuve, mais également à la suite de travaux de rénovation ou d’aménagement. Juridiquement la malfaçon est qualifiée comme un « désordre ». Le terme peut également être utilisé dans d'autres domaines, notamment dans la fabrication de produits manufacturés.

## Présentation

### Désordre et malfaçon
La malfaçon est présentée comme une imperfection ou un « désordre » et c'est essentiellement lié à une mauvaise exécution de certains travaux dans le cadre d'une construction. Au niveau légal, la notion de « désordre » repose sur un terme générique très large qui désigne ce type de défaut constaté sur un élément d’ouvrage d’une construction, ces derniers pouvant être plus ou moins importants (défaut esthétique ou  défaut d'envergure) et, selon leur nature, peuvent renvoyer à différentes garanties. Le terme de « malfaçon » qui appartient à l'idée de désordre mais qui ne recoupe pas totalement car il précise un défaut dans un ouvrage, résultant de la mauvaise exécution ou de défauts dans la réalisation des travaux.
Il y a malfaçons apparentes dans une construction lorsque celles-ci sont constatées par le maître d'ouvrage lors de la réception des travaux et consignées dans un procès-verbal de réception de chantier.